# Mattt Konture
Mathieu de la Fouchardière, dit Mattt Konture, né le 27 septembre 1965 à Viry-Chatillon en France, est un auteur français de bande dessinée. C'est l'un des fondateurs de la maison d'édition L'Association. Il vit à Montpellier et fait partie du groupe de rock Courge.

## Biographie
Mattt Konture est l’arrière petit-fils de l'écrivain Georges de La Fouchardière. Il fait ses débuts en 1984 dans les fanzines et magazines Le Lynx à tifs, Viper, Psikopat, Nerf. En 1985, il édite Ruga Zébo Violent dans la collection « Patte de mouche », puis Glofluné Triblonto en 1990. En 1988, l'album Souterrain chez Futuropolis et Krokodile Comix; En 1989, le comix Miettes de poche en supplément de Labo, Futuropolis; Galopu dans Réciproquement, fanzine de Pacôme Thiellement. Ces productions seront par la suite compilées dans Printemps, Automnes (L'Association, 1993). L'Association a aussi publié ses livres Ivan Morve et Les Contures. Par ailleurs, Chacal Puant (aujourd'hui United Dead Artists) a publié quatre numéros de son comix Le Jambon Blindé. Il publia épisodiquement quelques pages dans Ferraille, Jade ou Fluide glacial.
Il est à l'origine de la collection « comix » de L'Association, Mimolette,[réf. souhaitée] dans laquelle Il est  l'auteur de la série de comix autobiographiques Auto-psy d'un mort vivant.
Il trouve son inspiration graphique dans les travaux de Marc Caro, Moebius, Jean Solé, Francis Masse, Gustave Doré... Ses dessins peuvent rappeler les travaux de Robert Crumb, mais il n'a pas  été influencé par ce dernier en premier lieu,.
En 1996 il fonde son groupe de  rock dénommé Courge, one-man-group dont il assure seul les enregistrements et les compositions, puis il sera rejoint par des musiciens.
À partir de 1999, il illustre des articles de la revue Passerelle Eco dédiés à l'écologie au quotidien. Cette nouvelle inspiration aboutit à la publication en 2005 de la bande dessinée Galopu sauve la Terre, où on retrouve Galopu, héros des précédents comix underground. Toute en couleur, cette BD alternative s'adresse au grand public.

## Œuvres

### Albums et recueils
- Ruga Zébo Violent, AANAL, 1986.
- Soutterain, Futuropolis, coll. « X », 1988.
- Krokodile Comix, AANAL, 1988.
- Supra plus, L'Association, coll. « Patte de Mouche » (1re version), 1992.
- Printemps, Automnes, L'Association, coll. « Mimolette », 1993.  (ISBN 2-84414-089-0)
- Jambon Blindé, Chacal Puant, 4 tomes, 1995-1997. Konture est seul dans le premier volume, puis on trouve des planches d'autres auteurs.
- Glofluné Triblonto, L'Association, coll. « Patte de Mouche », 1996.
- Ivan Morve, L'Association, coll. « Éperluette », 1996.
- Galopinot (scénario et dessin), avec Lewis Trondheim (scénario et dessin), L'Association, coll. « Patte de Mouche », 1998. Bande dessinée improvisée avec le créateur de Lapinot.
- Krokrodile comix II, L'Association, coll. « Mimolette », 1999[4].
- Tombe (la veste ?), L'Association, coll. « Mimolette », 1999.
- Head banger forever !?, L'Association, coll. « Mimolette », 2000.
- Barjouflasque, L'Association, coll. « Mimolette », 2000.
- Cinq heure du Mattt', L'Association, coll. « Mimolette », 2001.  (ISBN 2-84414-080-7)
- Les Contures, L'Association, coll. « Ciboulette », 2004.
- Galopu sauve la terre, L'Assocation, Hors-Collection, 2005.
- Sclérose en plaques, L'Association, coll. « Mimolette », 2006.
- Archives - Mattt Konture, L'Association, coll. « Archives », 2006.
- Krokrodile comix III, L'Association, coll. « Mimolette », 2008.
- Jean de l'ours (dessin), avec Jacques Velay (scénario), L'Association, coll. « Espôlette » :

1. Jean de l'ours, 2010.
2. Jean de l'ours 2, 2015.
3. Jean de l'ours 3, 2022.

- L'Abbé noir, avec Lilas et Willy Ténia, Arbitraire, coll. « Prompt », 2011.
- Comixture Jointe, en complément avec le film Mattt Konture, L'Éthique du souterrain de Francis Vadillo, L'Association, Hors-Collection, 2012.
- La Comète à quatre pattes, avec Freaky Nasa, Lilas, et Willy Ténia, L'Association, coll. « Patte de Mouche », 2012.
- Crustine et Grindella (dessin), avec Florian Cloots (scénario), Mad Series, 201
- Mangeatable (ouvrage collectif), La Table éditions, 2016
- Pélagie, avec Janko et Georges Boulard, auto-édition, 2018
- Krokodile Comix IV, L'Association, coll. « Mimolette », 2018.

### Collectifs
- Une page dans Raaan, L'Association, cadeau-adhérent, 1994.
- Un strip dans Hommage à Monsieur Pinpon, L'Association, cadeau-adhérent, 1997.
- Deux pages dans Le Rab de Comix 2000, L'Association, cadeau-adhérent, 1999.
- Trois pages dans Comix 2000, L'Association, 1999.
- « Ivan Morve » dans Sponge Comix, 6 pieds sous terre, 2000.
- Une bande dessinée dans Lapins, L'Association, cadeau-adhérent, 2000.
- Illustrations dans la revue trimestrielle écolo Passerelle Eco, 2000 à 2006
- « Les influences », dans Bourrelet Comics, Les loups sont fâchés, 2002.
- Participation à l'Oupus t. 2, L'Association, coll. « OuBaPo », 2003.
- Participation à l'Oupus t. 4, L'Association, coll. « OuBaPo », 2005.
- Un dessin dans Myxomatose, Myxoxymore, 2006.

### Revues, magazines et fanzines
- Le Banni, 1988.
- Lapin, L'Association, 1992-2006.
- Jade, 6 pieds sous terre, 1995-1996.
- La Table, no 1-4, auto-édition, 1995-1998.
- La Monstrueuse, Chacal Puant, 1996.
- BURP, no 1-10, auto-édition, 2000-2012.
- PUPE, one-shot, auto-édition, 2009.
- En Traits Libres, no 1-4, auto-édition, 2010-2012.
- APEROCOMIX, no 3, Hécatombe, 2010.
- Coolax, no 1, auto-édition, 2021.

## Discographie
- 1997 - Album: Mon nouveau groupe s'appelle Courge
- 1999 - Album: Mega Lofi Plounk Astronef
- 2001 - Album: Cosmic Potiron (premier album CD)
- 2002 - Album: Freak out free forms from figu'n' roll freaks
- 2002 - cassette collector: Wild birthday
- 2003 - Live: Live à la bd
- 2004 - cassette collector: Festival mental
- 2005 - album: Lucky and the Courges
- 2005 - Vinyl 4 titres: Plastoc flash
- 2005 - Live: Live is not dead
- 2008 - CD 5 titres + divx: Calinorévolution
- 2010 - 33 tours collectif 4 quarts, avec Nico Usé, Krinator et Koonda Hola
- 2011 - Vinyle 4 titres: Mysteur Vro, Lycanthrope, Galopu[5]
- 2015 - DiscoCourge

## Expositions
- Du 18 mai au 18 juin 2007 au BLACKSHOP du Dernier cri à Marseille (Friche belle de mai).
- Les 8 et 9 mai 2010 au Grand Salon de la Micro-édition, GRRRND Zéro, Lyon

## Filmographie
- Mattt Konture, l’éthique du souterrain, 52' version télé, 1h12 version longue. Film de Francis Vadillo, coproduction France Télévisions et Pages et Images. Diffusion : 16 novembre 2011 sur France 3 Midi-Pyrénées. Version DVD (avec Comixture Jointe) parue en avril.
- Le de Docteur Livingstone, vidéo-clip de Thomas Romain et Mattt Konture, coproduction Overstage Imperator et Osmose, février 2014.